# ブレスト要塞

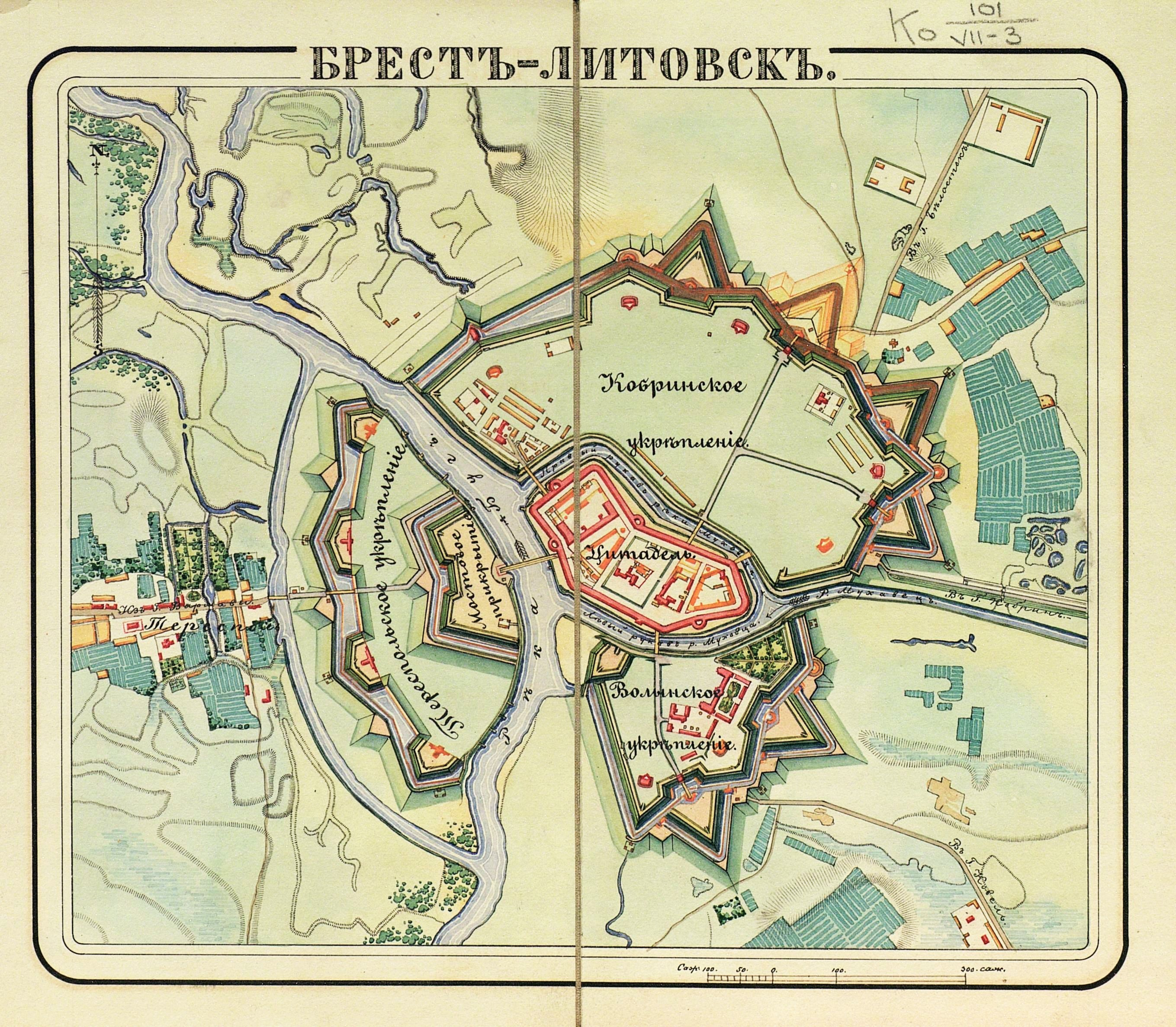
1830年代の要塞

1941年の要塞

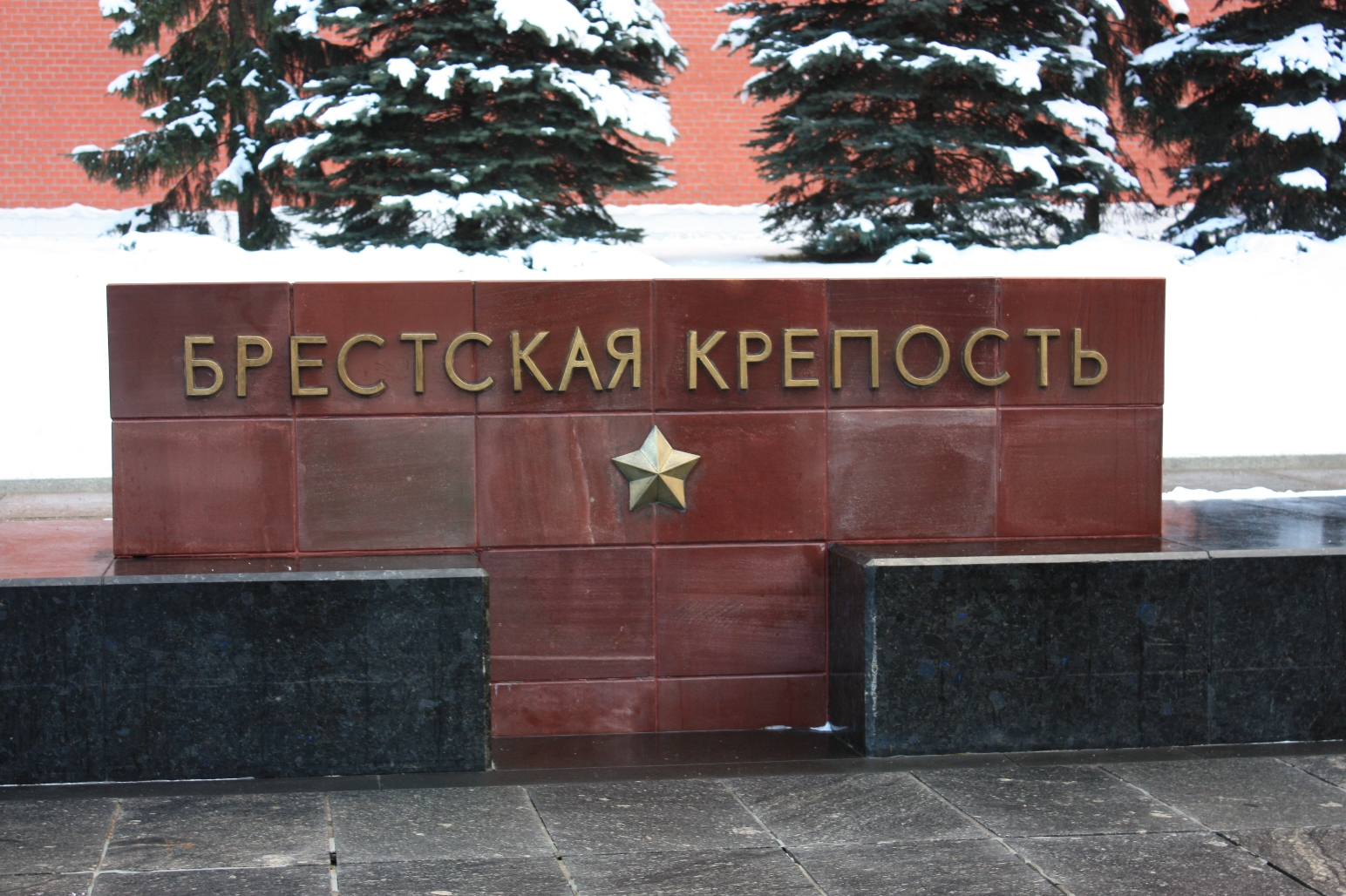
モスクワの無名戦士の墓にある慰霊碑

ブレスト要塞（ベラルーシ語: Брэсцкая крэпасць, Brestskaya krepasts' ; ロシア語: Брестская крепость, Brestskaya krepost' ; ポーランド語: Twierdza brzeska）は、ブレスト＝リトフスク要塞とも呼ばれるベラルーシ共和国（元白ロシア・ソビエト社会主義共和国）ブレスト市のポーランド国境近くに有る19世紀に建てられた要塞である。
1965年5月8日、第二次世界大戦時にナチス・ドイツの侵略に激しく抵抗した要塞に送られる英雄要塞の名誉称号がソビエト連邦によって与えられた。2004年1月30日、UNESCO世界遺産暫定リスト文化遺産に加えられた。ベラルーシ文化遺産リスト番号：111Г000004。
現在は、ブレスト要塞発展財団が管理している。

## 歴史
19世紀初期にロシア帝国によって、星形要塞として作られた。

### 第一次世界大戦
第一次世界大戦で戦闘準備が行われ、より強化された。しかし、1915年8月1日 の夜、要塞より財産が優先され、要塞の一部はロシア軍によって破壊され破棄された。
1918 年3月3日、ブレスト＝リトフスク条約が署名された。要塞はドイツの手に渡り、その後ポーランドの管理下となった。

### ポーランド・ソビエト戦争
1920年、ポーランド・ソビエト戦争で赤軍が取り戻したが、すぐに失われた。1921年に、ポーランド・ソビエト・リガ平和条約によって、ポーランド第二共和国の物となった。
戦時期には、要塞は兵舎、軍用倉庫、政治刑務所（1930年代には野党の政治家がここに収監された）として使われた。

### 第二次世界大戦
1939年9月にドイツ軍によるポーランド侵攻が始まるとブレスト要塞は陥落した。同月、ポーランド西側よりソビエト連邦の赤軍がポーランド侵攻を開始すると、ドイツ軍はブレストを赤軍に委ねて撤退した。
1941年6月22日にドイツ軍から攻撃を受けた。6月30日には大部分が占領された。この戦いで25人の将兵と2877人のソビエト兵が捕虜になり、1877人の兵士と将兵が死亡した。7月20日まで孤立地帯は抵抗した。
8月8日に、ヒトラーとムッソリーニが訪れた。未だ赤軍の兵士が要塞に残っている可能性があったため、厳重な警備がとられた。ヒトラーが要塞に至る橋の前で拾った石は、戦後、彼の執務室で発見されている。

## 文化
第二次世界大戦中のブレスト要塞の戦いを基にした映画 en:Fortress_of_War （原題：ロシア語: Брестская крепость、ブレスト要塞）が、ベラルーシフィルムによって2010年6月22日作成された。このほか、数多くの映画やテレビドキュメンタリーが作成された。

## 受賞歴
- レーニン勲章
- 英雄要塞（1965年5月8日）